# Andrew Eugene Bellisario
Andrew Eugene Bellisario (Alhambra, 19 dicembre 1956) è un arcivescovo cattolico statunitense, dal 19 maggio 2020 arcivescovo metropolita di Anchorage-Juneau.

## Biografia
Andrew Eugene Bellisario è nato ad Alhambra il 19 dicembre 1956 da Rocky (1915-2005) e Mildred Bellisario (1922-2006).

### Formazione e ministero sacerdotale
Ha frequentato la Saint Stephen Elementary School a Monterey Park dal 1963 al 1971 e il seminario minore "San Vincenzo" a Montebello dal 1971 al 1975. È poi entrato nella casa di Santa Barbara della Congregazione della missione. Ha studiato filosofia presso il seminario "Santa Maria" a Perryville dal 1976 al 1980 e teologia presso il seminario "DeAndreis" a Lemont dal 1980 al 1984.
Il 16 giugno 1984 è stato ordinato presbitero. In seguito è stato decano degli studenti presso il seminario minore "San Vincenzo" a Montebello dal 1984 al 1986; vicario parrocchiale della parrocchia di Nostra Signora della Medaglia Miracolosa a Montebello dal 1986 al 1989; amministratore parrocchiale della stessa dal 1989 al 1990; parroco della parrocchia di San Vincenzo de' Paoli a Huntington Beach dal 1990 al 1995; parroco della parrocchia del Sacro Cuore a Patterson dal 1995 al 1998; economo e consultore della provincia dal 1996 al 2002; direttore del De Paul Evangelization Center a Montebello dal 1998 al 2002; superiore della De Paul Center Residence a Montebello dal 2001 al 2002; superiore provinciale dal 2002 al 2010; direttore delle Figlie della carità di San Vincenzo de' Paoli di Los Altos dal 2003 al 2015; rettore della cattedrale di Nostra Signora di Guadalupe ad Anchorage dal 2014 e superiore delle missioni internazionale in Alaska dal 2015.

### Ministero episcopale

Stemma di monsignor Bellisario come vescovo di Juneau.

L'11 luglio 2017 papa Francesco lo ha nominato vescovo di Juneau. Ha ricevuto l'ordinazione episcopale il 10 ottobre successivo nella chiesa di San Paolo Apostolo a Juneau dall'arcivescovo metropolita di Anchorage Paul Dennis Etienne, co-consacranti l'arcivescovo emerito della stessa arcidiocesi Roger Lawrence Schwietz e il vescovo di Dallas Edward James Burns. Nella sua messa di insediamento durante l'omelia, ha detto: "Noi vescovi abbiamo bisogno di un incontro vivo e di un rapporto con Cristo, e il nostro popolo ha bisogno che siamo in stretto rapporto con Cristo. La nostra amicizia con Cristo, anzi, il nostro amore per Cristo, ci condurrà alla sua croce. Prego che Cristo possa aiutarvi a vedere le croci della vostra vita anche come delle "amiche", perché è solo da questo "albero della vita" che godiamo del dono della salvezza".
Il 7 giugno 2019 lo stesso pontefice lo ha nominato anche amministratore apostolico di Anchorage.
Nel febbraio del 2020 ha compiuto la visita ad limina.
Il 19 maggio 2020 l'arcidiocesi di Anchorage e la diocesi di Juneau sono state unite da papa Francesco con la bolla Demandatum nobis; contestualmente la nuova circoscrizione ha assunto il nome attuale. Monsignor Bellisario ha preso possesso della nuova circoscrizione il 17 settembre successivo con una celebrazione svoltasi nella cattedrale di Nostra Signora di Guadalupe ad Anchorage. Durante la stessa il nunzio apostolico Christophe Pierre gli ha imposto il pallio.
Dal 27 settembre 2022 al 12 ottobre 2023 è stato anche amministratore apostolico di Fairbanks.

## Genealogia episcopale e successione apostolica
La genealogia episcopale è:
- Cardinale Scipione Rebiba
- Cardinale Giulio Antonio Santori
- Cardinale Girolamo Bernerio, O.P.
- Arcivescovo Galeazzo Sanvitale
- Cardinale Ludovico Ludovisi
- Cardinale Luigi Caetani
- Cardinale Ulderico Carpegna
- Cardinale Paluzzo Paluzzi Altieri degli Albertoni
- Papa Benedetto XIII
- Papa Benedetto XIV
- Papa Clemente XIII
- Cardinale Marcantonio Colonna
- Cardinale Giacinto Sigismondo Gerdil, B.
- Cardinale Giulio Maria della Somaglia
- Cardinale Carlo Odescalchi, S.I.
- Cardinale Costantino Patrizi Naro
- Cardinale Lucido Maria Parocchi
- Papa Pio X
- Cardinale Gaetano De Lai
- Cardinale Raffaele Carlo Rossi, O.C.D.
- Cardinale Amleto Giovanni Cicognani
- Cardinale Pio Laghi
- Arcivescovo Charles Joseph Chaput, O.F.M.Cap.
- Arcivescovo Paul Dennis Etienne
- Arcivescovo Andrew Eugene Bellisario, C.M.

La successione apostolica è:
- Vescovo Steven John Maekawa, O.P. (2023)

## Araldica
| Stemma | Blasonatura |
| ------ | --- |
|        | Semitroncato partito: al primo d'azzurro alla costellazione dell'Orsa Maggiore d'oro sormontata dalla mezzaluna montante d'argento sinistrata, sormontata a sinistra da una stella (5) d'oro; al secondo d'azzurro, all'ancora a tre bracci d'oro, cordata d'argento, posta in banda, su un mare ondato d'argento e d'azzurro di cinque pezzi; al filetto d'argento attraversante sulla troncatura; al terzo d'oro, alla decusse di rosso, accantonata in capo dalla rosa al naturale, a destra dal cuore fiammeggiante di rosso, spinato di nero, a sinistra dal cuore fiammeggiante di rosso, trafitto da una spada di nero all'ingiù posta in sbarra, in capo dalla nave al naturale con il vento in poppa, velata d'argento e banderuolata di rosso, con due bandiere ondeggianti di rosso piantate a prua e a poppa. Ornamenti esteriori da arcivescovo. Motto: "Rich in mercy" ("Ricco di misericordia"). |